# Dungeon Explorer: Warriors of Ancient Arts (videojuego para Nintendo DS)
Dungeon Explorer: Warriors of Ancient Arts, conocido en Japón como Dungeon Explorer: Jashin no Ryōiki (ダンジョンエクスプローラー 〜邪神の領域〜 Danjon Ekusupurōrā: Jashin no Ryōiki?, traducible como "Explorador de mazmorras: El territorio del dios malvado") es un videojuego de rol de acción desarrollado por Hudson Soft y publicado para Nintendo DS entre 2007 y 2008.
Dungeon Explorer: Warriors of Ancient Arts es un juego de estilo similar a Phantasy Star Online. Presenta conectividad wireless que permite que varios jugadores se conecten entre sí. También permite el juego en línea usando la Conexión Wi-Fi de Nintendo.
El juego contiene tres razas con tres guerreros cada una. Una vez hecha la elección, el jugador dispone de puntos que distribuirá entre sus personajes.